# Sillago chondropus
El silago de pie zambo (Sillago chondropus) es una especie de peces de la familia Sillaginidae en el orden de los Perciformes.

## Morfología
Los machos pueden llegar alcanzar los 35 cm de longitud total.

## Distribución geográfica
Se encuentra desde Sudáfrica hasta el Pakistán, India, Birmania, Indonesia, norte de Nueva Guinea, Tailandia, Filipinas y Taiwán.